# Polygonia arcticus
Polygonia arcticus är en fjärilsart som beskrevs av R. A. Leussler 1935. Polygonia arcticus ingår i släktet Polygonia och familjen praktfjärilar. Inga underarter finns listade i Catalogue of Life.